# Peder Ludvig Møller
Peder Ludvig Møller (18. april 1814 – 6. december 1865) var en dansk forfatter og litteraturkritiker.

## Uddannelse og det tidlige forfatterskab
P.L. Møller var søn af købmand, senere ejer af Mariendal ved Aalborg, Erich Møller (født 1780 død 1840) og præstedatteren Georgine Sophie Magdalene født Kanneworff (født 1792 død 1856). Han er født i Aalborg og blev 1832 student fra sin fødebys lærde Skole. Først hørte han medicinske, derpå teologiske forelæsninger og studerede på
samme Tid æstetik på Københavns Universitet. Fra 1834-37 var han alumnus på Regensen og fra 1838-39 på Elers Kollegium.
Han, der i denne periode var stærkt påvirket af Rasmus Rasks radikale sprogreformer, debuterede 1837 i Nordisk Ugeskrift, som han var medredaktør af, under mærket "Pauvre Louis" ("Fattig Louis") med et stort biografisk mindedigt over sin yndling Rask. Til flere blade og tidsskrifter leverede han desuden bidrag. Fra 1840-41 var han litteraturanmelder i Berlingske Tidende og flittig medarbejder af Portefeuillen og Figaro.
I 1840 udgav han Lyriske Digte, hvori der findes romancer, erotik og satire, "Naturtoner" og "moralske Skyggerids", godt og dårligt mellem hinanden. Den 26-årige mand lader her kyniskhed, bitterhed og livslede få ordet, han finder livet idéforladt og udhulet, men røber på samme tid et virkelig poetisk indhold. 1841 vandt han Universitetets guldmedalje for besvarelsen af spørgsmålet: "Har Smag og Sans for Poesi i Frankrig i de senere Aar gjort Frem- eller Tilbageskridt – og hvilken er Aarsagen?" Denne opgave lå heldig for ham, da han særlig havde lagt sig efter fransk litteratur. Da den var blevet prisbelønnet, nærede han det håb, at han efter Adam Oehlenschlägers død ville kunne opnå stillingen som professor i æstetik ved Københavns Universitet.
Samme år skrev han for Selskabet for Trykkefrihedens rette Brug Kort Fremstilling af Bogtrykkerkunstens Historie. Nye Intelligensblade, som 1842 udgaves af Georg Carstensen og gratis omdeltes med Figaro, var Møller anonym redaktør af, og her – som tidligere uden navn i Figaro – angreb han hvast Johan Ludvig Heiberg, der i sit "maleriske Atlas Danmark" og i sine Intelligensblade havde gået løs på de 2 nævnte ugeblade. Heiberg ignorerede i tavshed Møllers angreb.

## Corsaren
I sommeren 1842 var Møller i Norge, og i efteråret samme år gjorde han personligt bekendtskab med Meïr Aron Goldschmidt; tidligere havde disse to polemiseret offentlig; nu blev Møller en inspirerende magt for Goldschmidt og dennes kvalitativt meget ydende og betydningsfulde medarbejder i Corsaren, hvor han i 1843 fortsatte angrebene på Heiberg. Politisk var de 2 medarbejdere uenige; thi hvor emanciperet Møllers sind end var, hørte han dog ind under Frederik 6.’s tidsalder; kun til den æstetiske side af Goldschmidts person stod han i forhold; hans overlegne, livlige, ironiske, sarkastiske omgangstone og hans chikanøse, krakilske breve interesserede og morede Goldschmidt. Med sin fantasi og idealisme, sit sanselig faste greb i tilværelsen og sin skarpe forstandighed var Møller så overbevisende og tilstrækkelig pikant, at han virkede magisk på Corsarens redaktør; dog blev venskabet mellem dem aldrig inderligt.
Det var Møller, der gav Goldschmidt impulsen til sin roman En Jøde, og noget af figuren Schiøtt i Hjemløs har han været model til. Senere, siger Goldschmidt, veg hans livlige ånd for noget mørkt, tungt og vrantent, og forholdet mellem de to kølnedes stærkt.

## Anden bladvirksomhed
1843 blev Møller redaktør af det polemisk-æstetiske blad Arena. Det udkom kun i 6 numre, som imidlertid indeholdt interessant stof, bl.a. artiklen Corsaren og Goldschmidt samt Geni og Talent og Digtning paa tredje Haand, hvor det især gik ud over H.P. Holst, og endelig en skildring af københavnernes litterære spidsborgerlighed, hvori Møller bidende drager til felts mod den æstetiske verdens koteri og klikevæsen. Ved sine forskellige udtalelser – både hans egne og dem, han blev beskyldt for – fik han flere og flere fjender; i Hinsidan Sundet betegner O.P. Sturzen-Becker ham som "qvick, men i grunden alltfor ondskapsfull", "den inkarnerade malisen, malisen lifslefvande, malisen i macintosch och med blondt hår".
I dette tidsrum skrev han en mængde biografier til det i 1842 påbegyndte Dansk Pantheon, og 1845 havde han en væsentlig del i Georg Carstensens ugeskrift Dansk Album for Litteratur og Kunst. 1844-45 besørgede han en illustreret udgave af Johan Herman Wessels værker, og 1845-47 udgav han den æstetiske årbog Gæa med gode bidrag fra mange af de bedste danske digtere, dog flest fra ham selv. Corsaren kalder de 3 årgange af Gæa "en Parodi paa Heibergs Urania, lige til Titelen". Møllers artikel i årgangen for 1846: "Et Besøg i Sorø", hvor Stadier paa Livets Vej er debatteret, gav anledning til et stærkt angreb på ham af Søren Kierkegaard i Fædrelandet 27. december 1845, der ikke levnede ham mindste ære; Møller svarede kort derpå og følte sig ilde derved. På samme tid taler han om "de aandelige og legemlige Filistre og Drivere i vort gode Kjøbenhavn, hvis hele Væsen og Færd er mig af inderste Sjæl modbydelig".

## Kritiske Skitser og Lyriske Digte
Efter at have afsluttet udgivelsen af Steen Steensen Blichers noveller (7 bind, 1846-47) og hans digte (2 bind, 1847) samlede han 1847 sine egne i årene 1840-47 skrevne kritiske og litteraturhistoriske arbejder i 2 bind: Kritiske Skitser, der indeholder meget værdifuldt, men også skæve domme. I 1847 udgav han end videre digtsamlingen Billeder og Sange, hvori det bedste af hans Lyriske Digte var optaget. I tidsskriftet Nord og Syd anmelder Goldschmidt disse 2 bøger og fremhæver da Kritiske Skitsers klare tanke og tilsvarende sprog, forfatterens usædvanlige kendskab til litteraturen, hans Skarpsindighed og vid og undertiden noget, der ligner begejstring. Og dog er der i dette værk noget uforklarligt, som bevirker, at læseren bliver kold og mistroisk; man tvivler om, at forfatteren mener, hvad han siger; forholdt det sig ikke således, ville hans plads i litteraturen være fremragende; nu ligner hans virksomhed danaidernes.
Der indrømmes dog, at i den negative poesi, i kritikken, søger han sin lige blandt danske forfattere. I det hele røber hans værk en principadskillelse, som gør, at, uagtet det i materiel henseende er en helhed, falder det i åndelig henseende tilbage i søndersplittelse. I sin omtale af digtene klager Goldschmidt over disses anstød mod formen, som forfatteren ville have dadlet så stærkt hos andre; han mangler den inderste livskraft, derfor størkner sproget og bliver knudret.

## I udlandet
Da disse bøger udkom, havde Møller med den både i private og offentlige forhold hjem- og fredløse natur allerede misfornøjet vendt Danmark ryggen; 1845 var der bevilget ham offentlig rejseunderstøttelse, og 1846 begav han sig af sted. Det var hans hensigt, at han efter et længere besøg i fremmede lande ville vende hjem og fortsætte udgivelsen af sine prosaiske skrifter i 5-6 bind; men ingen af disse planer blev iværksat. Ved det slesvig-holstenske oprørs udbrud 1848 opholdt han sig i Tyskland og forsvarede da i Nordischer Telegraph og flere tyske aviser Danmarks sag, samtidig med at han i det førstnævnte blad skrev biografier af danske digtere. Også deltog han i tyske oversættelser af H.C. Ørsteds skrifter, J.F. Schouws naturskildringer og Christian Winthers noveller.
Fra slutningen af 1851 bosatte han sig i Paris, der fra nu af stadig var hans opholdssted. Her blev det ham overdraget at skrive artikler om danske forhold til Biographie universelle og Nouvelle biographie générale. Under forfattermærket "Otto Sommer" og med H.P. Holst som udgiver udkom 1855 hans digtsamling Løvfald, hvori der bl.a. findes gode oversættelser af udlandets digte. 1857 vandt han det københavnske Universitets guldmedalje for besvarelsen af dets æstetiske prisopgave: "At paavise de Fortrin og de Mangler, der findes i det nyere franske Lystspil, og at undersøge baade den gavnlige og den mindre gavnlige Indflydelse, som dette Lystspil hos os har haft paa Udviklingen af den dramatiske Poesi"; denne afhandling offentliggjorde han 1858.
I denne periode gav han sig for øvrigt meget af med politik og trådte på dette område i forbindelse med det danske udenrigsministerium. Til danske blade af forskellig politisk observans leverede han korrespondancer og blev på grund af sine slette pekuniære forhold drevet over til arbejder, som han mest udførte for pengenes skyld; til sidst kom han endog så vidt, at han søgte grevinde Danners gunst. Ret con amore og med stor dygtighed skrev han 1861 til Berlingske Tidende: A. Oehlenschläger, et Erindringsblad (senere udgivet særskilt af F.L. Liebenberg).
I begyndelsen af 1860'erne blev der på gode vilkaar tilbudt ham en redaktørplads ved det københavnske blad Danmark; men han, der ikke kunde undvære den åndelige atmosfære i Paris, afslog dette.
Under tiltagende sygelighed – særlig øjensvaghed, der næsten blev til blindhed – henlevede han sine sidste år, oftest bitter og brudt. I håb om at kunne bedres ved hvile og forandret opholdssted tog han 1865 til Dieppe; her var han så eksalteret, at det nærmede sig til sindssyge; han var ganske blottet for subsistensmidler, men blev ved andres hjælp sendt tilbage til Paris; dog nåede han kun Rouen, hvor han blev lagt ind på et hospital, og her døde han ene og forladt 6. december 1865. Holger Drachmann skrev i den forbindelse et hyldestdigt til P.L. Møller, trykt samme måned i dagbladet Flyveposten. Dette digt slutter med ordene "Han leved, en Mand, Der bedre var end hans Rygte!".

## Karakteristik
Han var en mand med stor intelligens og rig kundskabsfylde; men hans overmål af giftig ironi og skarp satire, hans spot og tvivl gjorde ham disharmonisk. Over for uretfærdig dom var han straks i harnisk, og han var et tjenstvilligt menneske; dog var og er det så godt som alles mening, at han intellektuelt stod meget højere end moralsk. Størst betydning havde han som kritiker ved sit grundige kendskab til vor egen og fremmed litteratur; hans kritik er alligevel mindre bygget på et videnskabeligt system end på smag og åndrig fremstillingsevne. Vist er det, at han med personlighed og naturlighed – oftest uden ensidighed og altid med kunstbegejstring – kæmpede mod indsnævrede begreber og forhold her hjemme, mens han dog altid med fuldt hjerte stod på national grund.
Forfatteren Henrik Stangerup skrev romanen Det er svært at dø i Dieppe (1985) som har P.L. Møller som hovedperson.

## Udvalgt bibliografi
- Kritiske Skizzer fra Aarene 1840-47 (udvalgt af Hans Hertel), Gyldendal, 1971. ISBN 87-00-23711-6.
- Adam Oehlenschläger : et erindringsblad, Hasselbalch, 1964.
- Værker af P.L. Møller på Google Books